# Guerre de Black Hawk
Guerre de Black Hawk
Batailles
Guerre de Black Hawk :
- Stillman's Run (en)
- Indian Creek (en)
- Horseshoe Bend (en)
- Waddams Grove (en)
- Kellogg's Grove (en)
- Apple River Fort (en)
- Wisconsin Heights
- Bad Axe

La guerre de Black Hawk est un bref conflit qui eut lieu en 1832 entre les États-Unis et des Amérindiens conduits par Black Hawk, un chef sauk. La guerre éclate peu après que Black Hawk et un groupe de Sauks, de Mesquakies, et de Kickapous connu sous le nom de British Band (en) traverse le fleuve Mississippi vers l'État américain de l'Illinois en avril 1832. Les motifs de Black Hawk sont ambigus, mais il espérait apparemment éviter une effusion de sang alors qu'ils se réinstallaient sur des terres qui avaient été cédées aux États-Unis dans un traité disputé de 1804.
Les autorités américaines, convaincues que le British Band est hostile, mobilisent une armée frontalière. Avec peu de soldats de la United States Army dans la région, le plus gros des troupes américaines est composé de miliciens peu entraînés et employés à temps partiel. Les hostilités commencent le 14 mai 1832, lorsque la milice ouvre le feu sur une délégation amérindienne. Black Hawk répond en attaquant les miliciens, les écrasant complètement à la bataille de Stillman's Run (en). Il conduit son groupe vers un lieu sécurisé dans le sud actuel du Wisconsin. Comme les forces américaines pourchassent le groupe de Black Hawk, les Amérindiens conduisent des raids contre des forts et des implantations américaines. Quelques guerriers Winnebagos et Potawatomis qui avaient des griefs contre les Américains prennent part à ces raids, bien que la plupart des membres de ces tribus essaient d'éviter le conflit. Les Menominee et les Sioux, déjà en désaccord avec les Sauks et les Meskwakis, soutiennent les Américains.
Commandés par le général Henry Atkinson (en), les troupes américaines essaient de retrouver le British Band. La milice sous le commandement du colonel Henry Dodge surprend le British Band le 21 juillet et les vainc à la bataille de Wisconsin Heights. Le groupe de Black Hawk, diminué par la faim , la mort et les désertions, se retire vers le Mississippi. Le 2 août, les soldats américains attaquent le reste du British Band à la bataille de Bad Axe, tuant ou capturant la plupart d'entre eux. Black Hawk et d'autres leaders s'échappent, mais se rendent ultérieurement et sont emprisonnés pendant une année.

## Contexte
Au XVIIIe siècle, les tribus amérindiennes des Sauks et des Mesquakies vivent le long du fleuve Mississippi dans les États américains actuels de l'Illinois et de l'Iowa. Les deux tribus sont devenues étroitement liées après avoir été déplacées de la région des Grands Lacs en conflit avec la Nouvelle-France et d'autres tribus amérindiennes, particulièrement après les  guerres des Renards terminées dans les années 1730,,. Au moment de la guerre de Black Hawk, la population de ces deux tribus est d'environ 6 000 personnes,.

### Traité controversé

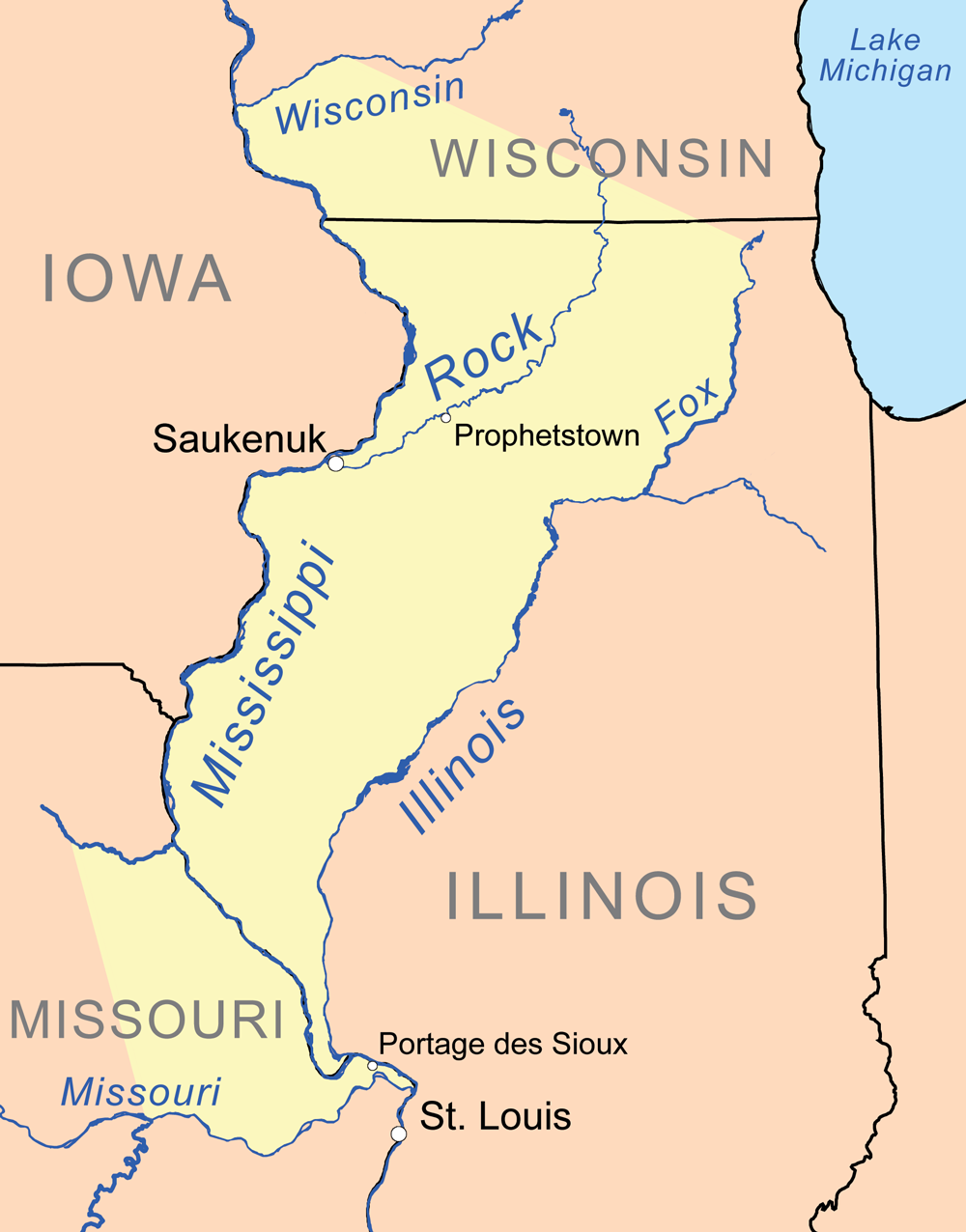
Les terres cédées aux États-Unis dans le traité de Saint-Louis de 1804 sont présentées ici en jaune.

Comme les États-Unis s'étendent vers l'ouest au début du XIXe siècle, le gouvernement cherche à acheter autant de terres amérindiennes que possible. En 1804, le gouverneur territorial William Henry Harrison négocie un traité à Saint-Louis dans lequel un groupe de chefs Sauk et Meskwaki ont soi-disant vendu leurs terres situées à l'est du Mississippi pour plus de 2 200 $ en biens et des paiements annuels de 1 000 $ en biens. Le traité devient controversé parce que les chefs amérindiens n'ont pas été autorisés par leur conseil tribal à céder des terres. L'historien Robert Owens affirme que les chefs ne pensaient probablement pas abandonner la propriété des terres, et qu'ils n'auraient pas vendu autant de territoire de grande valeur pour un prix si modeste. L'historien Patrick Jung conclut que les chefs Sauk et Meskwaki pensaient céder peu de terres, mais que les Américains ont inclus plus de territoires dans les termes du traité que ce que les Amérindiens avaient compris. Selon Jung, les Sauks et les Meskwakis n'ont appris la véritable étendue de la cession que bien des années plus tard.
Le traité de 1804 permet aux tribus de continuer à utiliser les terres cédées jusqu'à ce qu'elles soient vendues aux colons américains par le gouvernement des États-Unis. Pendant les deux décennies suivantes, les Sauks continuent de vivre à Saukenuk, leur principal village, qui est situé près de la confluence du Mississippi et du Rock. En 1828, le gouvernement américain commence finalement à arpenter les terres cédées pour une implantation blanche. L'agent indien Thomas Forsyth (en) informe les Sauks qu'ils doivent quitter Saukenuk et leurs autres implantations à l'est du Mississippi,.

### Les Sauks divisés
Les Sauks sont divisés sur la question de savoir s'ils doivent ou non résister à la mise en œuvre du traité controversé de 1804. La plupart des Sauks décident de déménager à l'ouest du Mississippi plutôt que de finir par être impliqués dans une confrontation avec les États-Unis. Le meneur de ce groupe est Keokuk, qui a aidé à défendre Saukenuk contre les Américains pendant la guerre anglo-américaine de 1812. Keokuk n'est pas chef, mais comme il est un orateur brillant, il a souvent parlé au nom des chefs Sauk lors de négociations avec les Américains. Keokuk considère le traité de 1804 comme une tromperie, mais après avoir vu la taille des villes américaines sur la côte Est en 1824, il ne pense pas que les Sauks puissent véritablement s'opposer aux États-Unis,.
Bien que la majorité de la tribu décide de suivre Keokuk, environ 800 Sauks — à peu près un sixième de la tribu — choisissent plutôt de résister à l'expansion américaine. Black Hawk, un capitaine de guerre qui a combattu contre les États-Unis pendant la guerre de 1812 et qui est à présent dans la soixantaine, émerge en tant que meneur de cette faction en 1829. Comme Keokuk, Black Hawk n'est pas un chef civil, mais il est devenu le principal rival de Keokuk pour l'influence au sein de la tribu. Black Hawk a en fait signé un traité en mai 1816 qui confirme la cession des terres contestée de 1804, mais il soutient que ce qui a été noté était différent de ce qui a été dit à la conférence du traité. Selon Black Hawk, les « blancs ont l'habitude de dire une chose aux Indiens et d'inscrire autre chose sur le papier »,.

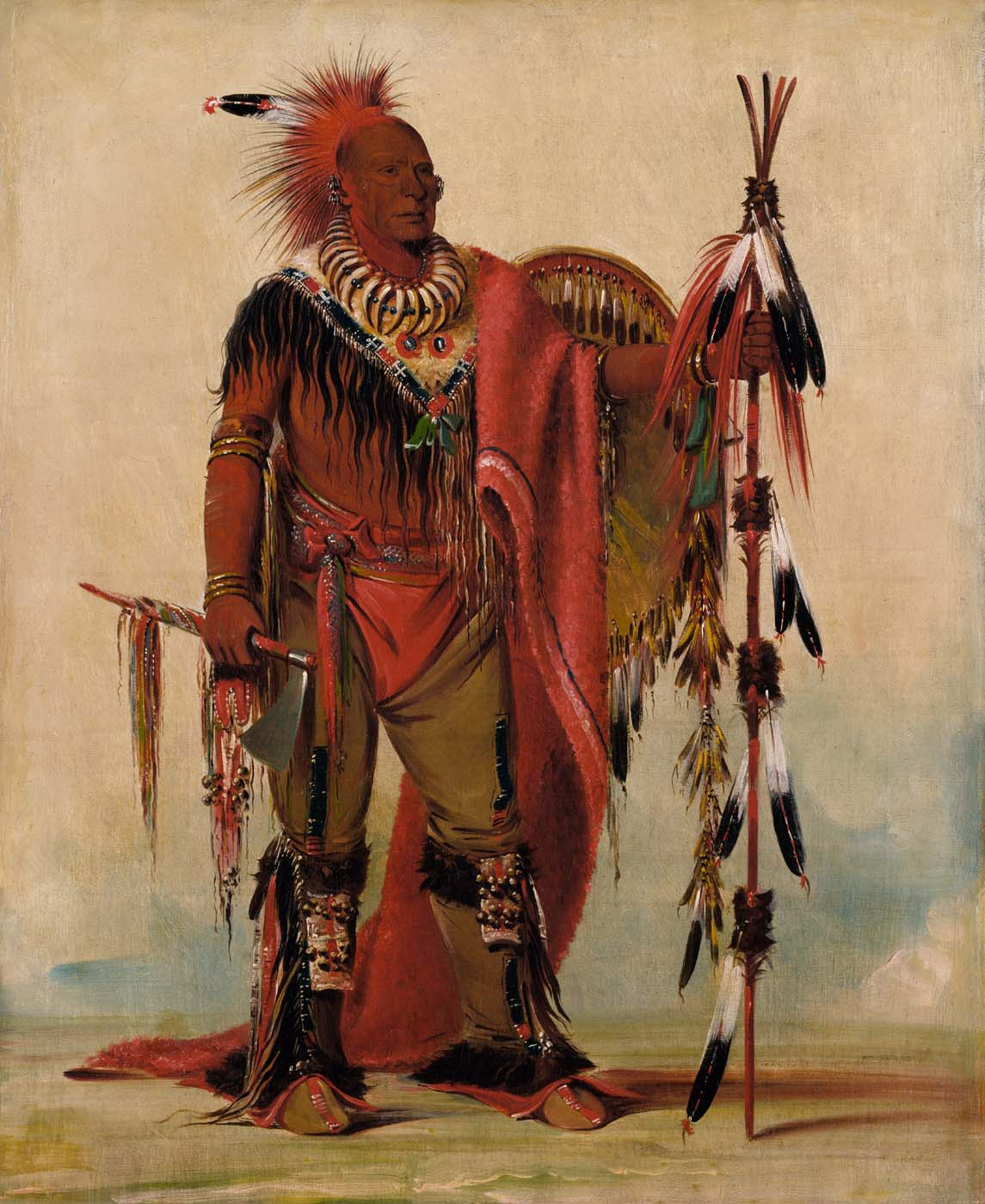
Portrait de Keokuk par George Catlin, 1835.

Black Hawk est déterminé à conserver Saukenuk, où il a vécu et où il est né. Lorsque les Sauks retournent au village en 1829 après leur chasse d'hiver annuelle dans l'ouest, ils constatent qu'il a été occupé par des squatteurs blancs qui anticipaient la vente des terres,. Après des mois d'opposition avec les squatteurs, les Sauks partent en septembre 1829 pour la chasse hivernale suivante. Espérant éviter des confrontations plus sérieuses, Keokuk annonce à Forsyth que lui et ses partisans ne retourneraient pas à Saukenuk.
Contre l'avis de Keokuk et Forsyth, la faction de Black Hawk retourne à Saukenuk dans le printemps de 1830. Cette fois, ils sont rejoints par plus de 200 Kickapous, un peuple qui s'est souvent allié aux Sauks. Black Hawk et ses partisans deviennent connus sous le nom de British Band (en) car ils font parfois flotter un drapeau britannique pour défier les revendications de souveraineté américaines, et parce qu'ils espèrent obtenir le soutien des Britanniques à Fort Malden (en) au Canada,.
Lorsque le British Band retourne une fois encore à Saukenuk en 1831, le nombre de partisans de Black Hawk a augmenté jusqu'à atteindre environ 1 500 personnes, et inclut maintenant quelques Potawatomis, un peuple qui a des liens étroits avec les Sauks et les Meskwakis. Les officiels américains sont résolus à forcer le British Band à quitter l'État. Le général Edmund Pendleton Gaines, commandant du Western Department (en) de l'US Army, rassemble des troupes dans l'espoir de forcer Black Hawk à partir. L'armée n'a pas de cavalerie pour pourchasser les Sauks s'ils venaient à fuir dans l'Illinois à cheval et donc le 5 juin, Gaines demande que la milice d'État fournisse un bataillon à cheval. Le gouverneur de l'Illinois John Reynolds a déjà alerté la milice ; environ 1 500 volontaires viennent,. Pendant ce temps, Keokuk convainc beaucoup de partisans de Black Hawk de quitter l'Illinois.
Le 26 juin 1831, Gaines lance un assaut contre Saukenuk, simplement pour constater que Black Hawk et ses partisans ont abandonné le village et retraversé le Mississippi,,. Le 30 juin, Black Hawk, Quashquame (en), et d'autres chefs sauks rencontrent Gaines et signent un accord dans lequel les Sauks promettent de rester à l'ouest du Mississippi et de rompre le contact avec les Britanniques au Canada,.

## Le retour de Black Hawk

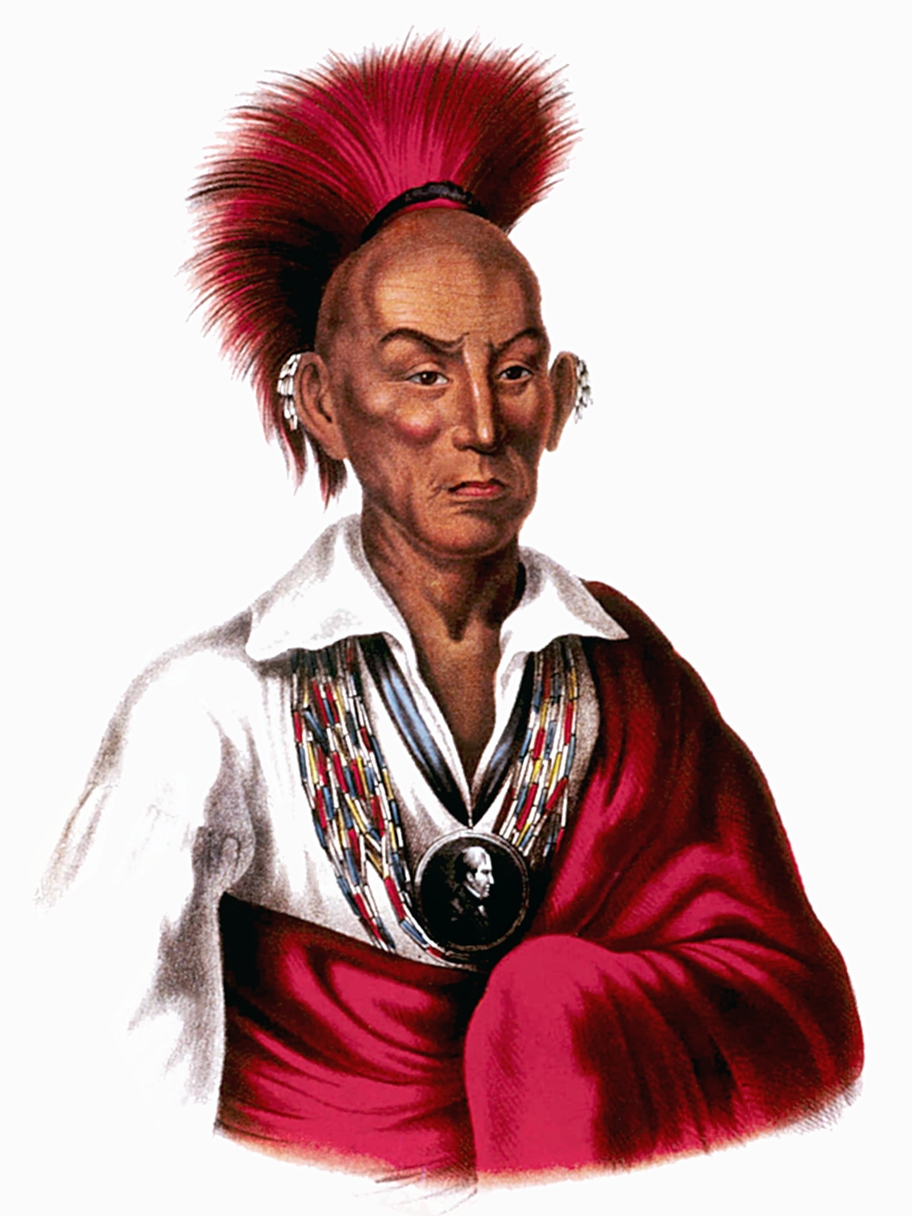
Portrait de Black Hawk par Charles Bird King, tiré de History of the Indian Tribes of North America.

Black Hawk ne reste pas longtemps à l'ouest du Mississippi. Vers la fin de 1831, Neapope (en), un chef Sauk, revient de Fort Malden et annonce à Black Hawk que les Britanniques et les autres tribus Illinois sont prêts à soutenir les Sauks contre les États-Unis. Les raisons pour lesquelles Neapope a fait ces déclarations, qui s'avèrent sans fondement, sont peu claires. Les historiens ont décrit le compte-rendu de Neapope à Black Hawk comme un « vœu pieux » et le produit d'une « imagination fertile ». Black Hawk reçoit avec plaisir ces informations, bien qu'il critiquera plus tard Neapope pour l'avoir induit en erreur. Il passe l'hiver à essayer en vain de recruter des alliés supplémentaires des autres tribus et des partisans de Keokuk,.
Selon le compte-rendu erroné de Neapope, Wabokieshiek (Nuage blanc), un chaman connu des Américains sous le nom de « Winnebago Prophet », a affirmé que d'autres tribus étaient prêtes à soutenir Black Hawk. La mère de Wabokieshiek est une Winnebago, mais son père a appartenu à un clan Sauk d'où sont issus les chefs de la tribu. Lorsque Wabokieshiek rejoint le British Band en 1832, il devient le chef civil Sauk le plus haut placé du groupe. Son village, Prophetstown, est situé à environ 50 km de Saukenuk, en amont de la rivière Rock. Le village est habité par environ 200 Winnebagos, Sauks, Meskwakis, Kickapoos, et Potawatomis qui sont mécontents des chefs tribaux qui ont refusé de résister à l'expansion américaine. Bien que quelques Américains aient plus tard décrit Wabokieshiek comme l'un des principaux instigateurs de la guerre de Black Hawk, le Winnebago Prophet, d'après l'historien John Hall, « a en fait dissuadé ses partisans de recourir à un conflit armé avec les Blancs ».
Le 5 avril 1832, le British Band entre de nouveau dans l'Illinois. Totalisant environ 500 guerriers et 600 non-combattants, il traverse près de la confluence de la rivière Iowa et du Mississippi vers Yellow Banks (aujourd'hui Oquawka dans l'Illinois), et se dirige ensuite vers le nord,. Les intention qui ont poussé Black Hawk à revenir en Illinois ne sont pas totalement claires, puisque les rapports sont contradictoires selon que les sources viennent des Blancs ou des Amérindiens. Certains affirment que le British Band avait l'intention de réoccuper Saukenuk, tandis que d'autres disent que la destination était Prophetstown,. Selon l'historien Kerry Trask, « il se peut même que Black Hawk ne soit pas sûr d'où ils allaient ni de ce qu'ils avaient l'intention de faire ».
Comme le British Band s'installe en Illinois, les officiels américains exhortent Wabokieshiek de conseiller à Black Hawk de faire demi-tour. Précédemment, le Winnebago Prophet a encouragé Black Hawk à venir à Prophetstown, argumentant que l'accord de 1831 signé avec le général Gaines empêchait un retour à Saukenuk, mais n'interdisait pas les Sauks de s'installer à Prophetstown,. Maintenant, au lieu de conseiller à Black Hawk de faire demi-tour, Wabokieshiek lui dit que tant que le British Band restait pacifique, les Américains n'auraient pas d'autre choix que de les laisser s'installer à Prophetstown, particulièrement si les Britanniques et les tribus de la région soutiennent le groupe,. Bien que le British Band voyage avec des gardes armés par précaution, Black Hawk espérait probablement éviter une guerre lorsqu'il rentre dans l'Illinois. La présence de femmes, d'enfants et de personnes âgées semble indiquer que le groupe n'avait pas d'intentions guerrières,.

## Guerre intertribale et politique américaine
Bien que le retour du groupe de Black Hawk inquiète les officiels américains, ils sont à ce moment-là plus préoccupés par la possibilité d'une guerre entre les tribus amérindiennes de la région,. La plupart des récits de la guerre de Black Hawk porte sur le conflit entre Black Hawk et les États-Unis, mais l'historien John Hall affirme que cela ne prend pas en compte la perspective de beaucoup de participants amérindiens. D'après Hall, « la guerre de Black Hawk a également entraîné un conflit intertribal qui s'est lentement consumé pendant des décennies ». Les tribus le long du Haut Mississippi ont longtemps lutté pour limiter la diminution des terrains de chasse, et la guerre de Black Hawk a donné l'occasion à certains Amérindiens de reprendre une guerre qui n'avait rien à voir avec Black Hawk.
Après avoir remplacé les Britanniques en tant que force extérieure dominante à la suite de la guerre de 1812, les États-Unis ont endossé le rôle de médiateur dans les conflits entre tribus. Avant la guerre de Black Hawk, la politique américaine décourageait les guerres intertribales. Ce n'était pas purement pour des raisons humanitaires : les guerres intertribales rendent plus difficile pour les États-Unis l'acquisition de terre amérindiennes et le déplacement des tribus dans l'Ouest, politique dite de déportation des Indiens d'Amérique, qui est devenue l'objectif premier à la fin des années 1820,. Les efforts américains dans la médiation incluent des conseils regroupant plusieurs tribus et conduisant à la signature de plusieurs traités à Prairie du Chien dans le Wisconsin en 1825 et 1830, au cours desquels des frontières entre les groupes tribaux sont définies,. Les Amérindiens n'apprécient pas toujours la médiation américaine, particulièrement les jeunes hommes, pour qui la guerre est une voie importante pour l'avancement social.

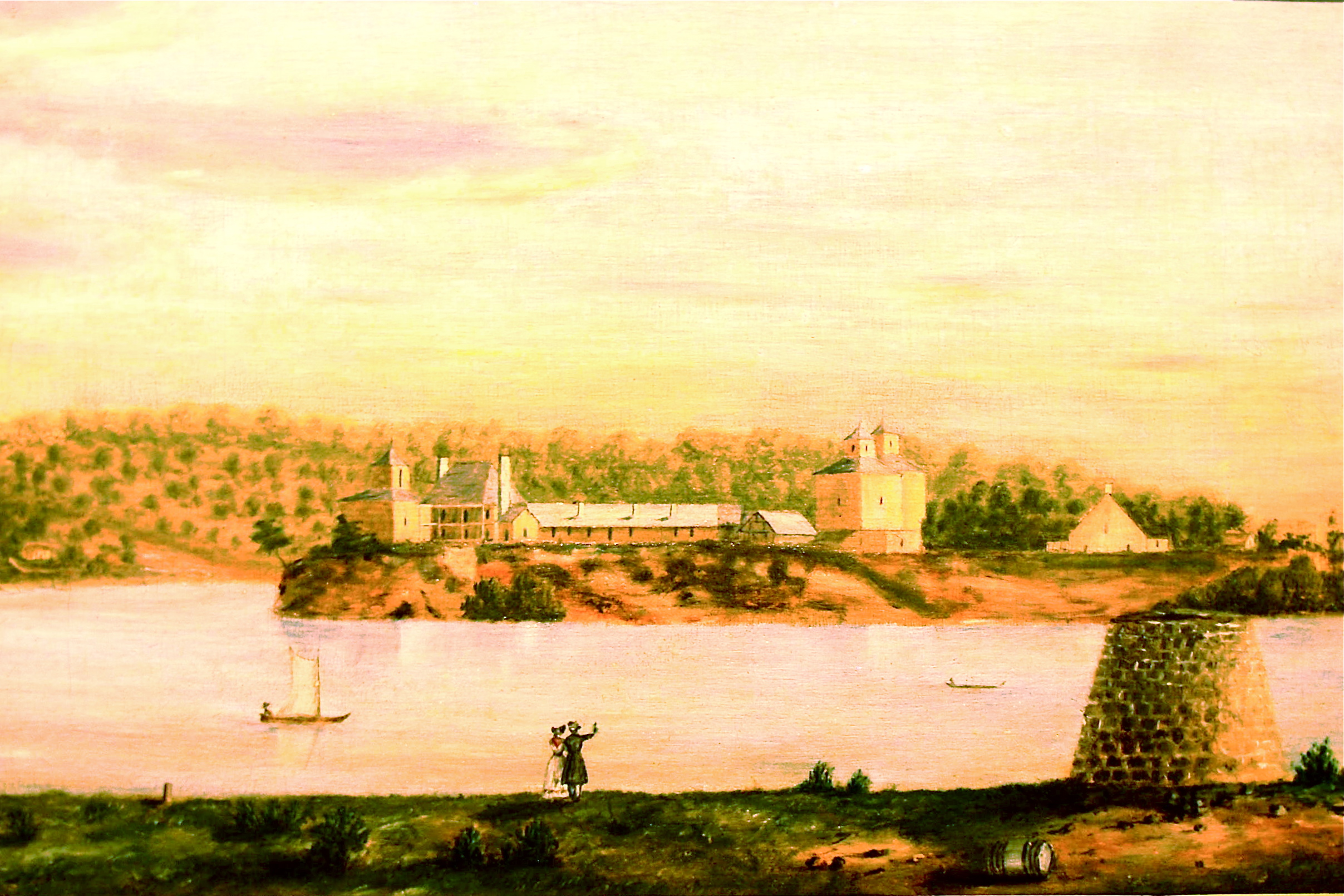
Fort Armstrong était situé sur Rock Island, désormais connu sous le nom de Arsenal Island. La vue est prise du côté de l'Illinois, avec l'Iowa en arrière-plan.

La situation se complique à cause du système des dépouilles américain. Après l'accession d'Andrew Jackson à la présidence des États-Unis en mars 1829, de nombreux agents indiens compétents ont été remplacés par des loyalistes de Jackson non qualifiés, affirme l'historien John Hall. Des hommes tels que Thomas Forsyth (en), John Marsh et Thomas L. McKenney ont été remplacés par des hommes moins qualifiés comme Felix St. Vrain (en). Au XIXe siècle, l'historien Lyman Draper (en) affirme que la guerre de Black Hawk aurait pu être évitée si Forsyth était resté l'agent des Sauks.
En 1830, la violence menace de ruiner les efforts américaines menés dans le but d'éviter une guerre intertribale. En mai, des Dakotas (Sioux) et Menominees tuent quinze Meskwakis qui assistaient à une conférence de traité à Prairie du Chien. En représailles, un groupe de Meskwakis et de Sauks tuent vingt-six Menominees, y compris des femmes et des enfants, à Prairie du Chien en juillet 1831,. Les officiels américains dissuadent les Menominees de chercher à se venger, mais les groupes de l'ouest de la tribu forment une coalition avec les Dakotas pour s'attaquer aux Sauks et aux Meskwakis.
Souhaitant éviter le déclenchement d'une guerre de plus grande dimension, les officiels américains somment l'armée américaine d'arrêter les Meskwakis qui ont massacré les Menominees,. Le général Gaines est malade, et c'est donc son subordonné, le brigadier-général Henry Atkinson (en) qui reçoit la mission,. Atkinson est un officier d'une cinquantaine d'années qui s'est brillamment occupé de tâches administratives et diplomatiques, en particulier pendant la guerre des Winnebagos de 1827, mais il n'a jamais vu de combats,,. Le 8 avril, il part des Jefferson Barracks dans le Missouri, remontant le Mississippi en bateau à vapeur avec environ 220 soldats. Par hasard, Black Hawk et son British Band viennent juste de traverser dans l'Illinois. Bien qu'Atkinson ne s'en rende pas compte, ses bateaux ont dépassé le groupe de Black Hawk.
Lorsqu'Atkinson arrive à Fort Armstrong sur Rock Island le 12 avril, il apprend que le British Band se trouve en Illinois, et que la plupart des Meskwakis qu'il voulait arrêter font maintenant partie de la bande,. Comme d'autres officiels américains, Atkinson est convaincu que le British Band a l'intention d'entamer une guerre. Comme il n'a que peu de troupes à sa disposition, Atkinson espère obtenir le soutien de la milice de l'Illinois. Il écrit au gouverneur Reynolds le 13 avril, décrivant—et peut-être exagérant intentionnellement—la menace que présente le British Band,. Reynolds, qui est favorable à une guerre pour chasser les Amérindiens hors de l'État, répond comme Atkinson l'avait souhaité : il appelle des miliciens volontaires à se rassembler à Beardstown d'ici au 22 avril pour un engagement de trente jours. Les 2 100 hommes qui se sont engagés sont organisés en une brigade de cinq régiments sous les ordres du brigadier-général Samuel Whiteside (en),. Parmi les miliciens se trouve Abraham Lincoln alors âgé de 23 ans et qui a été élu capitaine de sa compagnie.

## Diplomatie initiale

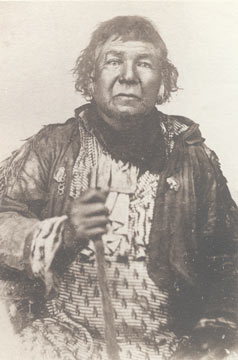
Le chef Potawatomi Shabbona essaie de garder sa tribu en dehors de la guerre.

Après l'arrivée d'Atkinson à Rock Island le 12 avril 1832, Keokuk, le chef mesquaki Wapello (en) et lui envoient des émissaires au British Band qui est alors en train de remonter la rivière Rock. Black Hawk rejette les messages lui conseillant de faire demi-tour,. Le colonel Zachary Taylor, un officier de l'armée régulière qui a servi sous le commandement d'Atkinson, a plus tard déclaré qu'Atkinson aurait dû essayer d'arrêter le British Band par la force. Certains historiens l'ont approuvé, soutenant qu'Atkinson aurait pu éviter le déclenchement de la guerre avec des mesures plus résolues ou une diplomatie plus astucieuse. Cecil Eby accuse Atkinson d'être un « général paperassier, peu disposé à agir tant que tous les risques n'avaient pas été éliminés ». Kerry Trask, cependant, soutient qu'Atkinson avait raison de penser qu'il n'avait pas suffisamment de troupes à ce moment-là pour arrêter le British Band. Selon Patrick Jung, les chefs des deux bords avaient peu de chance d'éviter une effusion de sang à ce stade, puisque les miliciens et certains des guerriers de Black Hawk avaient hâte de se battre.
Au même moment, Black Hawk apprend que les Winnebagos et les Potawatomis ne vont pas le soutenir autant que prévu. Comme dans d'autres tribus, les différents groupes de ces tribus mènent souvent des politiques différentes. Les Winnebagos qui vivent le long de la rivière Rock en Illinois ont des liens familiaux avec les Sauks ; ils soutiennent prudemment le British Band tout en essayant de ne pas provoquer les Américains. Les Winnebagos du Wisconsin sont plus divisés. Certains groupes, se souvenant de leur défaite face aux Américains lors de la guerre des Winnebagos de 1827, décident de rester à l'écart du conflit. D'autres Winnebagos liés aux Dakotas et aux Menominees, plus particulièrement Waukon Decorah (en) et ses frères, sont pressés de se battre contre le British Band, .
La plupart des Potawatomis veulent rester neutres dans le conflit, mais ont du mal à le faire. Beaucoup de colons blancs, se souvenant du massacre de Fort Deaborn de 1812, se méfient des Potawatomis et supposent qu'ils rejoindront le soulèvement de Black Hawk. Les chefs Potawatomis craignent que la tribu tout entière ne soit punie si ne serait-ce qu'un seul Potawatomi soutenait Black Hawk. Au cours d'un conseil à l'extérieur de Chicago le 1er mai 1832, les chefs Potawatomi dont Billy Caldwell (en) « adoptent une résolution déclarant tout Potawatomi qui soutiendrait Black Hawk traitre à sa tribu ». À la mi-mai, les chefs Potawatomi Shabonna (en) et Waubonsie (en) annoncent à Black Hawk que ni eux ni les Britanniques ne lui viendraient en aide,.
Sans approvisionnement de la part des Britanniques, ni provisions suffisantes et sans alliés amérindiens, Black Hawk réalise que son groupe se trouve en grandes difficultés,,. Selon certains, il était prêt à négocier avec Atkinson pour mettre fin à la crise, mais une rencontre malheureuse avec des miliciens de l'Illinois mit fin à toute possibilité de résolution pacifique.

## Stillman's Run

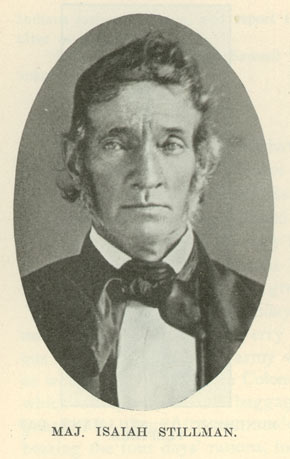
Isaiah Stillman, commandant de la milice à la bataille de Stillman's Run.

Le 8 mai, la brigade de miliciens du général Whiteside est regroupée en service fédéral sous le commandement d'Atkinson. Deux jours plus tard, la milice et les réguliers commencent à marcher vers l'amont de la rivière Rock à la poursuite du British Band, le gouverneur Reynolds accompagnant l'expédition en tant que major-général de la milice. Atkinson laisse Reynolds, Whiteside, et les miliciens prendre les devants tandis qu'il ferme la marche avec les soldats réguliers. Dans ce que l'historien Patrick Jung appelle une « grave erreur de jugement », Atkinson ordonne à la milice—ses hommes les moins entraînés et disciplinés—d'« avancer dès que les Indiens seraient à portée sans attendre son arrivée ». Le 12 mai, les miliciens apprennent que la bande de Black Hawk ne se trouve qu'à une quarantaine de kilomètres de là. Reynolds veut dépêcher une force de reconnaissance, mais le prudent Whiteside insiste pour attendre Atkinson. Comme la plus grande partie de la milice se trouve désormais sous le commandement de l'US Army, Reynolds ne peut pas leur donner d'ordres, mais il dispose de deux bataillons de milice montée sous le commandement du major Isaiah Stillman (en) qui n'ont pas été fédéralisés. Dans ce qui s'avèrera être une décision controversée, Reynolds envoie ces 260 soldats-citoyens amateurs en avant pour reconnaître le British Band.
Dans ce qui est désormais connu sous le nom de bataille de Stillman's Run, les deux bataillons de miliciens entrent en contact avec Black Hawk et ses guerriers le 14 mai, près de l'actuel Stillman Valley. Les récits sur la façon dont le combat a commencé sont variés,. Black Hawk déclara plus tard qu'il avait envoyé trois hommes portant un drapeau blanc pour parlementer, mais que les Américains les avaient emprisonnés et avaient ouvert le feu sur un second groupe d'observateurs qui suivait. Certains miliciens n'ont jamais rapporté avoir vu de drapeau blanc ; d'autres pensaient que le drapeau était une ruse des Amérindiens pour leur tendre une embuscade,. Tous les récits s'accordent à dire que les guerriers de Black Hawk ont attaqué le camp des miliciens à la tombée du jour. À la surprise de Black Hawk, ses quarante guerriers ont complètement mis en déroute la milice très supérieure en nombre. Douze miliciens de l'Illinois sont tués dans l'humiliante défaite ; le British Band n'a subi quant à lui que trois pertes,.
La bataille de Stillman's Run marque un tournant. Avant cette bataille, Black Hawk ne s'était pas engagé dans la guerre. Désormais, il est résolu à venger ce qu'il a vu comme l'assassinat perfide de ses guerriers portant un drapeau blanc. Après la défaite de Stillman, les dirigeants américains comme le président Jackson et le secrétaire à la Guerre Lewis Cass n'envisagent plus de solution diplomatique ; ils veulent une victoire retentissante sur Black Hawk pour servir d'exemple aux autres Amérindiens qui pourraient envisager un soulèvement similaire.

## Premières attaques
Avec les hostilités désormais en cours, et peu d'alliés sur qui compter, Black Hawk cherche un lieu de refuge pour les femmes, les enfants et les personnes âgées du groupe. Acceptant une offre des Winnebagos de la rivière Rock, le groupe se déplace plus en amont vers le lac Koshkonong (en) dans le territoire du Michigan et campe dans un endroit isolé appelé the Island. Avec les non-combattants en sécurité, les membres du British Band, avec plusieurs alliés Winnebagos et Potawatomis, commencent à attaquer les colons blancs. Tous les Amérindiens de la région ne sont pas favorables à cette tournure des événements ; plus particulièrement, le chef Potawatomi Shabonna (en) parcourt les villages, prévenant les blancs des attaques imminentes,,.
Les premiers groupes d'attaque se composent essentiellement de guerriers Winnebagos et Potawatomis. La première attaque a lieu le 19 mai 1832, lorsque des Winnebagos tendent une embuscade à six hommes près de Buffalo Grove dans l'Illinois, tuant un homme du nom de William Durley, . Le corps scalpé et mutilé de Durley est retrouvé par l'agent indien Felix St. Vrain (en). L'agent indien est lui-même tué et mutilé, ainsi que trois autres hommes, plusieurs jours plus tard à Kellogg's Grove (en),.
Les Winnebagos et les Potawatomis qui prennent part à la guerre sont parfois motivés par des griefs qui ne sont pas directement liés aux objectifs de Black Hawk. Un tel incident est le massacre d'Indian Creek (en). Au printemps 1832, des Potawatomis vivant le long d'Indian Creek sont contrariés qu'un colon nommé William Davis ait endigué le ruisseau, empêchant les poissons d'atteindre leur village. Davis ignore les protestations et agresse un Potawatomi qui essayait de démonter le barrage. La guerre de Black Hawk fournit aux Potawatomis d'Indian Creek une occasion de se venger. Le 21 mai, environ cinquante Potawatomis et trois Sauks du British Band attaquent le village de Davis, tuant, scalpant et mutilant quinze hommes, femmes et enfants,. Deux jeunes filles du village sont enlevées et amenées au campement de Black Hawk,. Un chef Winnebago nommé White Crow négocie leur libération deux semaines plus tard. Comme d'autres Winnebagos de la rivière Rock, White Crow essaie d'apaiser les Américains tout en aidant clandestinement le British Band.

## Réorganisation américaine
Les nouvelles de la défaite de Stillman, le massacre d'Indian Creek et d'autres raids de moindre envergure sèment la panique parmi la population blanche. Beaucoup de colons fuient vers Chicago qui n'est alors qu'une petite ville, et qui devient surpeuplée de réfugiés affamés,. Beaucoup de Potawatomis fuient également vers Chicago, ne voulant pas être pris dans le conflit ni être pris pour des Amérindiens hostiles,. D'un bout à l'autre de la région, les colons organisent en hâte des unités de milice et construisent des fortins.
Après la défaite de Stillman le 14 mai, les réguliers et les miliciens continuent en amont de la rivière Rock à la recherche de Black Hawk. Les miliciens se découragent de ne pas réussir à trouver le British Band. Lorsqu'ils entendent parler des raids amérindiens, beaucoup désertent pour pouvoir retourner chez eux défendre leur famille. Comme le moral s'effondre, le gouverneur Reynolds demande à ses officiers de milice de voter s'il faut ou non poursuivre la campagne. Le général Whiteside, écœuré par le comportement de ses hommes, vote par voix prépondérante en faveur d'une dissolution,. La plus grande partie de la brigade de Whiteside se dissout le 28 mai à Ottawa dans l'Illinois. Environ 300 hommes, dont Abraham Lincoln, acceptent de rester sur le terrain pour encore vingt jours jusqu'à ce qu'une nouvelle force de milice puisse être organisée,.
Comme la brigade de Whiteside s'est dissoute, Atkinson organise une nouvelle force militaire en juin 1832 qu'il surnomme l'« Army of the Frontier ». L'armée se compose de 629 réguliers d'infanterie et de 3 196 volontaires à cheval. La milice est divisée en trois brigades commandées par les brigadiers-généraux Alexander Posey (en), Milton Alexander (en) et James D. Henry (en). Comme beaucoup d'hommes sont assignés à des patrouilles locales et à des fonctions de garde, Atkinson n'a que 450 réguliers et 2 100 miliciens disponibles pour la campagne. Beaucoup plus de miliciens servent dans des unités qui ne font pas partie des trois brigades de l'Army of the Frontier. Abraham Lincoln, par exemple, se réengage en tant que simple soldat dans une compagnie indépendante qui est placée en service fédéral. Henry Dodge, un colonel de la milice du Territoire du Michigan qui s'avèrera être l'un des meilleurs commandants de la guerre, réunit un bataillon de volontaires à cheval qui compte 250 hommes à son maximum. Le nombre total de miliciens qui prennent part à la guerre n'est pas connu précisément ; le total de l'Illinois seul a été estimé entre six et sept mille.
En plus d'organiser une nouvelle armée de miliciens, Atkinson commence aussi à recruter des alliés amérindiens, inversant la politique américaine précédente qui essayait d'éviter des guerres intertribales. Des groupes de Menominees, de Dakotas et de Winnebagos ont hâte de partir en guerre contre le British Band. Au 6 juin, l'agent Joseph M. Street (en) a assemblé environ 225 Amérindiens à Prairie du Chien. Cette force comprend environ quatre-vingts Dakotas menés par Wabasha (en) et L'Arc, quarante Menominees et plusieurs groupes de Winnebagos,. Bien que les guerriers amérindiens suivent leurs propres chefs, Atkinson place la force sous le commandement nominal de William S. Hamilton (en), un colonel de milice et fils d'Alexander Hamilton. Hamilton se révèlera être un choix regrettable pour mener cette force ; l'historien John Hall le décrit comme « prétentieux et inqualifié ». Rapidement, les Amérindiens deviennent frustrés de marcher sous le commandement d'Hamilton et de ne voir aucune action. Quelques scouts Menominees restent, mais la plupart des Amérindiens finissent par quitter Hamilton et font la guerre en leurs propres termes,.

## Raids de juin
En juin 1832, après avoir entendu qu'Atkinson était en train de constituer une nouvelle armée, Black Hawk commence à dépêcher des groupes d'attaque. Espérant peut-être conduire les Américains loin de son camp à lac Koshkonong, il cible des zones situées à l'ouest. La première attaque majeure a lieu le 14 juin près de l'actuel South Wayne dans le Wisconsin, lorsqu'une bande composée d'environ 30 guerriers attaque un groupe de fermiers, en tuant et scalpant quatre (en).

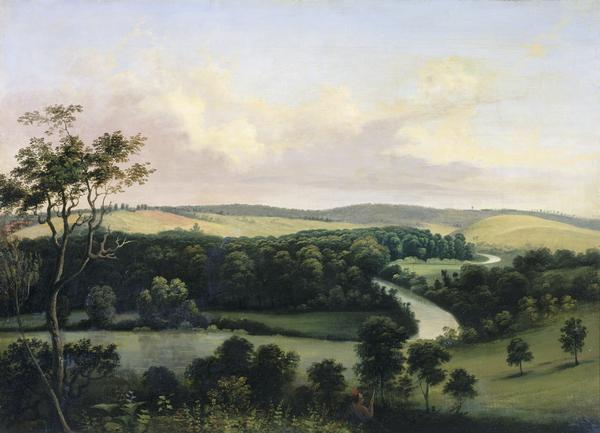
Peinture de 1857 du champ de bataille à Horseshoe Bend.

En réponse à cette attaque, le colonel de milice Henry Dodge rassemble une force de vingt-neuf volontaires à cheval et part à la poursuite des assaillants. Le 16 juin, Dodge et ses hommes coincent environ onze des agresseurs dans un coude de la rivière Pecatonica. Au cours d'une brève bataille, les Américains tuent et scalpent tous les Amérindiens,. La bataille de Horseshoe Bend (ou bataille de Pecatonica) est la première véritable victoire américaine de la guerre et aide à restaurer la confiance publique dans la force de miliciens volontaires,.
Le même jour de la victoire de Dodge, un autre accrochage a lieu à Kellogg's Grove (en) dans l'actuel comté de Stephenson. Les forces américaines ont occupé Kellogg's Grove dans le but d'intercepter des groupes d'attaque partant vers l'ouest. Au cours de la première bataille de Kellogg's Grove, la milice commandée par Adam W. Snyder (en) pourchasse un groupe d'attaque du British Band constitué d'environ trente guerriers. Trois miliciens de l'Illinois et six guerriers amérindiens meurent au cours du combat. Deux jours plus tard, le 18 juin, la milice sous le commandement de James W. Stephenson (en) tombe sur ce qui était probablement le même groupe près de Yellow Creek. La bataille de Waddams Grove tourne en une mêlée au corps à corps âprement disputée. Trois miliciens et cinq ou six Amérindiens sont tués dans l'action,.
Revenant au jour du 6 juin, lorsqu'un mineur civil est tué par les membres d'un groupe d'attaque près du village de Blue Mounds dans le Territoire du Michigan, les résidents commencent à craindre que les Winnebagos de la rivière Rock ne soient en train de se joindre à la guerre. Le 20 juin, un groupe d'attaque Winnebago d'au moins 100 guerriers d'après l'estimation d'un témoin oculaire attaque le fort des colons à Blue Mounds. Deux miliciens sont tués au cours de l'attaque, dont un a été sérieusement mutilé,.

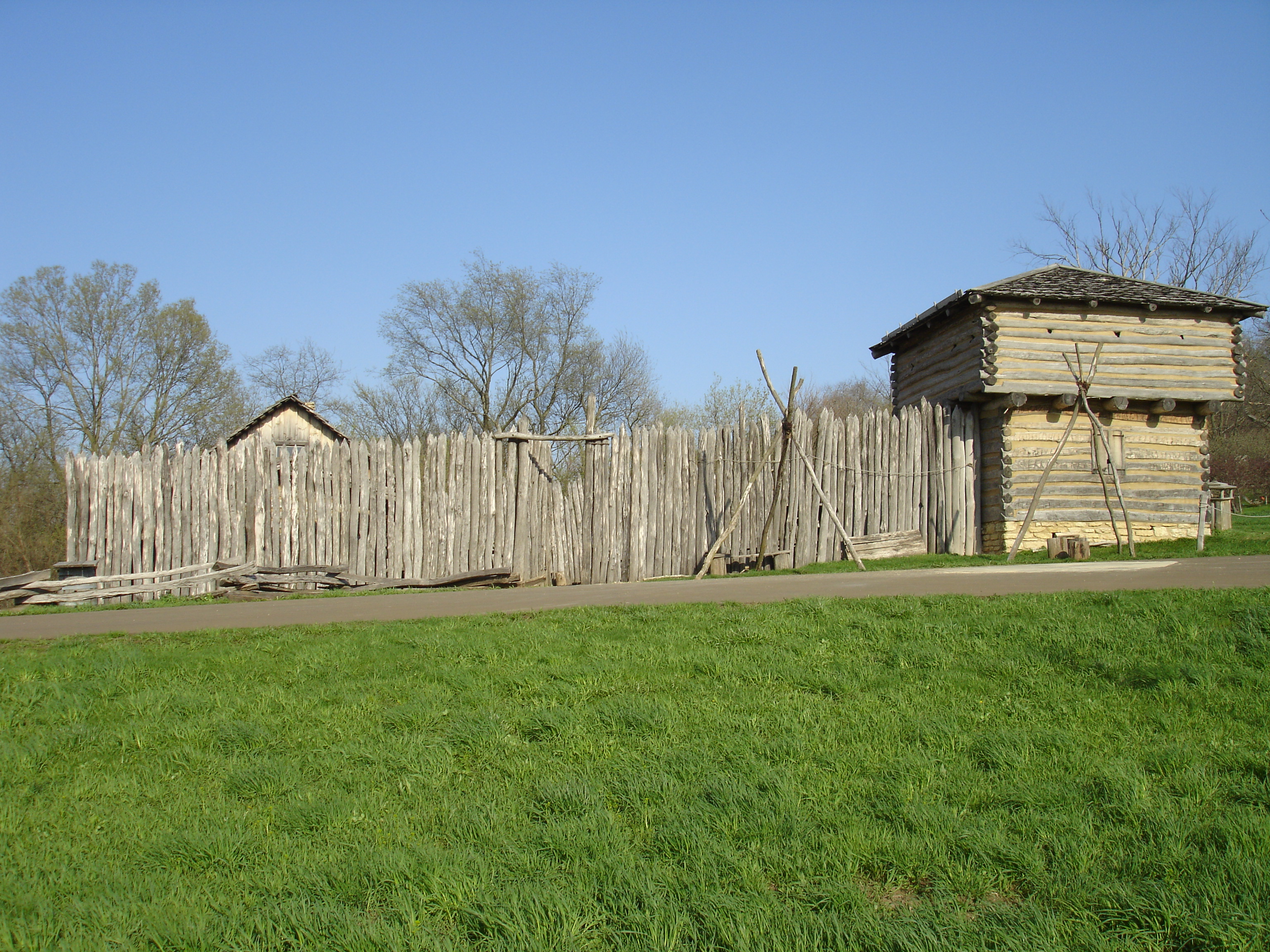
Réplique de l'Apple River Fort à Elizabeth dans l'Illinois.

Le 24 juin 1832, Black Hawk et environ 200 guerriers attaquent l'Apple River Fort (en) construit à la hâte, près de l'actuel Elizabeth dans l'Illinois. Les colons du coin, prévenus de l'approche de Black Hawk, se réfugient dans le fort qui est défendu par environ 20 à 35 miliciens. La bataille d'Apple River Fort dure environ quarante-cinq minutes. Les femmes et les filles à l'intérieur du fort, sous la direction d'Elizabeth Armstrong (en), chargent des fusils et façonnent des balles. Après la perte de plusieurs hommes, Black Hawk met fin au siège, met à sac les habitations alentour et rentre à son campement.
Le jour suivant, le 25 juin, le groupe de Black Hawk rencontre un bataillon de miliciens commandé par le major John Dement (en). Au cours de la seconde bataille de Kellogg's Grove, les guerriers de Black Hawk poussent les miliciens à l'intérieur de leur fort et commencent un siège de deux heures. Après avoir perdu neuf de ses guerriers et tué cinq miliciens, Black Hawk met fin au siège et retourne à son camp principal à lac Koshkonong. Ceci s'avèrera être le dernier succès militaire de Black Hawk dans la guerre. Avec son groupe presque à court de nourriture, il décide de se retirer de l'autre côté du Mississippi.

## Campagne finale
Le 15 juin 1832, le président Andrew Jackson, mécontent de la gestion de la guerre par Atkinson, nomme le général Winfield Scott pour prendre le commandement, . Scott rassemble environ 950 soldats venant de postes militaires de l'est au moment où une pandémie de choléra se répand dans l'est de l'Amérique du Nord. Alors que les troupes de Scott voyagent par bateau à vapeur depuis Buffalo, traversant les Grands Lacs en direction de Chicago, ses hommes commencent à tomber malade du choléra et beaucoup d'entre eux meurent. À chaque endroit où les bateaux accostent, les malades sont déposés et des soldats désertent. Lorsque le dernier bateau arrive à Chicago, il ne reste plus à Scott qu'environ 350 soldats valides,. Le 29 juillet, Scott entame un voyage rapide vers l'ouest, à l'avant de ses troupes, impatient de prendre le commandement de ce qui sera certainement la campagne finale de ce conflit, mais il arrivera trop tard pour voir un seul combat,.
Le général Atkinson, qui apprend début juillet que Scott allait prendre le commandement, espère mettre un terme victorieux au conflit avant l'arrivée de Scott. Les Américains ont toutefois des difficultés à localiser le British Band, grâce en partie aux faux renseignements qui leur sont donnés par les Amérindiens du secteur. Des Potawatomis et des Winnebagos de l'Illinois, beaucoup de ceux qui ont cherché à rester neutres dans la guerre, décident de coopérer avec les Américains. Les chefs tribaux savent que certains de leurs guerriers ont aidé le British Band, et ils espèrent donc qu'une démonstration bien visible de soutien aux Américains pourrait dissuader les officiels de punir les tribus une fois le conflit terminé. Portant des bandeaux blancs pour les distinguer des Amérindiens hostiles, les Winnebagos et les Potawatomis servent de guides pour l'armée d'Atkinson,. Les Winnebagos compatissant à la détresse du peuple de Black Hawk induisent Atkinson en erreur en lui faisant penser que le British Band se trouve toujours à Lake Koshkonong. Tandis que les hommes d'Atkinson progressent difficilement dans les marais et arrivent à court de provisions, le British Band a en fait déménagé à plusieurs kilomètres dans le nord. Les Potawatomis menés par Billy Caldwell réussissent également à manifester du soutien aux Américains tout en évitant les combats.
À la mi-juillet, le colonel Dodge apprend du marchand métis Pierre Paquette que le British Band est installé près des rapides de la rivière Rock, à l'actuel Hustisford (Wisconsin). Dodge et James D. Henry (en) se mettent à sa recherche depuis Fort Winnebago le 15 juillet. Le British Band, réduit à moins de 600 personnes en raison des morts et des désertions, prend la direction du fleuve Mississippi alors que la milice approche. Les Américains les poursuivent, tuant et scalpant plusieurs retardataires amérindiens en chemin.

### Wisconsin Heights
Le 21 juillet 1832, les miliciens rattrapent le British Band près de l'actuel Sauk City. Afin de gagner du temps pour permettre aux non-combattants de traverser la rivière Wisconsin, Black Hawk et Neapope affrontent les Américains dans un combat d'arrière-garde qui est désormais connu sous le nom de bataille de Wisconsin Heights. Black Hawk est désespérément surpassé en nombre, menant environ 50 Sauks et 60 à 70 Kickapous contre 750 miliciens. La bataille est une écrasante victoire pour les miliciens qui n'ont perdu qu'un seul homme tandis qu'ils ont tué jusqu'à 68 des guerriers de Black Hawk,. Malgré les lourdes pertes, la bataille a permis à une bonne partie du British Band, dont beaucoup de femmes et d'enfants, de s'échapper de l'autre côté la rivière. Black Hawk est parvenu à tenir à distance une force beaucoup plus importante tout en permettant à la plus grande partie de son peuple de s'échapper, une opération militaire difficile qui impressionne certains officiers de l'armée américaine lorsqu'ils l'apprennent.
La bataille de Wisconsin Heights est une victoire pour la milice ; aucun soldat régulier de l'armée américaine n'était présent. Atkinson et les réguliers rejoignent les volontaires plusieurs jours après la bataille. Avec une force d'environ 400 réguliers et 900 miliciens, les Américains traversent la rivière Wisconsin le 27 juillet et reprennent la poursuite du British Band,. Le British Band se déplace lentement, encombré par des guerriers blessés et des gens mourant de faim. Les Américains suivent la piste de cadavres, de vieux équipements et des restes des chevaux que les Amérindiens affamés ont mangés,.

### Bad Axe
Après la bataille de Wisconsin Heights, un messager de Black Hawk a crié aux miliciens que le British Band affamé retournait de l'autre côté du Mississippi et ne combattrait plus. Personne dans le camp américain ne comprend cependant le message puisque leurs guides Winnebago n'étaient pas présents pour interpréter,. Il se peut que Black Hawk ait cru que les Américains avaient compris le message, et qu'ils ne l'avaient pas poursuivi après la bataille de Wisconsin Heights. Il s'attendait apparemment à ce que les Américains laissent son groupe retraverser le Mississippi sans être inquiété.
Les Américains, cependant, n'ont pas l'intention de laisser le British Band s'échapper. Le Warrior, un bateau à vapeur équipé d'une pièce d'artillerie, patrouille sur le fleuve Mississippi, tandis que les alliés des Américains — des Dakotas, des Menominees et des Winnebagos — surveillent les rives. Le 1er août, le Warrior arrive à la confluence de la rivière Bad Axe (en), où les Dakotas annoncent aux Américains qu'ils auraient trouvé le groupe de Black Hawk,. Black Hawk hisse un drapeau blanc dans une tentative de reddition, mais ses intentions ont peut-être été altérées lors de la traduction,. Les Américains, qui de toute façon ne sont pas d'humeur à accepter une reddition, pensent que les Amérindiens sont en train d'utiliser le drapeau blanc pour leur tendre une embuscade. Lorsqu'ils deviennent certains que les Amérindiens sur les terres sont le British Band, ils ouvrent le feu. Vingt-trois Amérindiens sont tués dans les échanges de tirs, alors qu'un seul soldat sur le Warrior est blessé,.

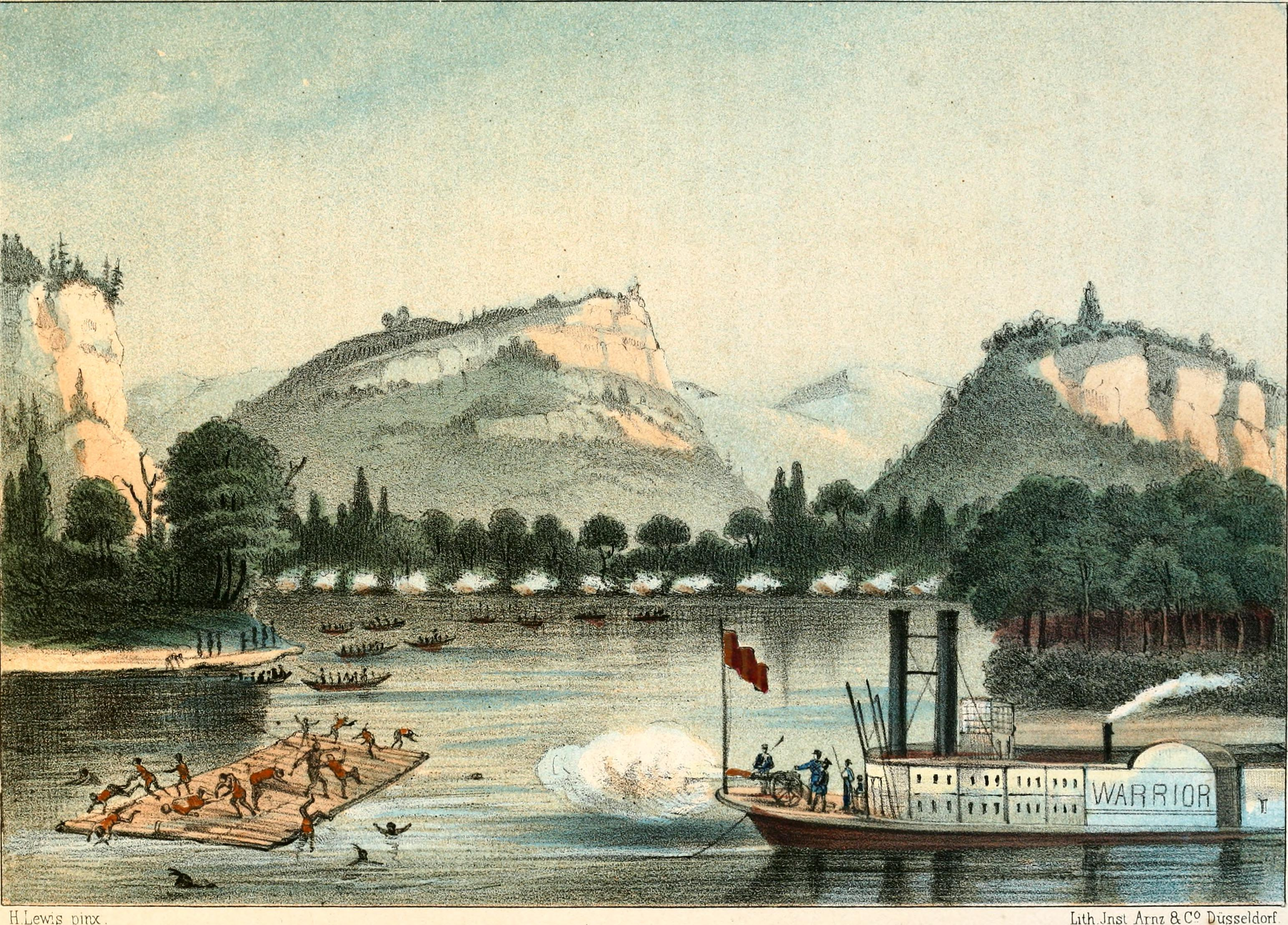
Le bateau à vapeur Warrior tirant sur les Amérindiens qui essaient de traverser le fleuve Mississippi.

Une fois le Warrior parti, Black Hawk décide de chercher refuge dans le nord chez les Ojibwés. Seulement 50 personnes environ, dont Wabokieshiek, acceptent de partir avec lui ; les autres restent, déterminés à traverser le Mississippi et à revenir en territoire Sauk. Le matin suivant, le 2 août, Black Hawk se dirige vers le nord lorsqu'il apprend que l'armée américaine a rattrapé les membres du British Band qui essayaient de traverser le Mississippi. Il essaie de rejoindre le groupe principal, mais après un accrochage avec les troupes américaines près de la ville actuelle de Victory (en) dans le Wisconsin, il abandonne la tentative. Le chef Sauk Weesheet critiquera plus tard Black Hawk et Wabokieshiek pour avoir abandonné son peuple pendant le dernier combat du conflit,.
La bataille de Bad Axe commence vers 9 heures le matin du 2 août après que les Américains ont rattrapé le reste du British Band à quelques kilomètres en aval de la confluence de la rivière Bad Axe. Le British Band est réduit à environ 500 personnes à ce moment-là, dont environ 150 guerriers. Les guerriers se battent contre les Américains tandis que les non-combattants essaient frénétiquement de traverser la rivière. Beaucoup parviennent à l'une des deux îles avoisinantes, mais sont délogés après que le bateau à vapeur Warrior est revenu à midi, transportant des réguliers et des Menominees alliés aux Américains,.
La bataille est une nouvelle victoire écrasante pour les Américains qui n'ont perdu que 14 hommes, dont un Menominee tué par un tir ami et qui est enterré avec les honneurs aux côtés des soldats blancs,. Au moins 260 membres du British Band sont tués, dont environ 110 qui se sont noyés en tentant de traverser la rivière. Bien que les réguliers de l'armée américaine essaient généralement d'éviter toute effusion de sang inutile, beaucoup de miliciens tuent intentionnellement des Amérindiens non-combattants, parfois de sang-froid. L'affrontement est, selon les mots de l'historien Patrick Jung, « plus un massacre qu'un combat ».
Les Menominees de Green Bay, qui ont mobilisé un bataillon de presque 300 hommes, arrivent trop tard pour la bataille. Ils sont contrariés d'avoir manqué l'opportunité d'affronter leurs vieux ennemis, et donc le 10 août, le général Scott envoie 100 d'entre eux après une partie du British Band qui s'est échappée. L'agent indien Samuel C. Stambaugh qui les accompagne, conseille vivement aux Menominees de ne prendre aucun scalp, mais le chef Grizzly Bear maintient qu'une telle interdiction ne pourrait être imposée. Le groupe retrouve environ dix Sauks, dont deux seulement sont des guerriers. Les Menominees tuent et scalpent les guerriers, mais épargnent les femmes et les enfants.
Les Dakotas, qui ont engagé 150 guerriers pour combattre les Sauks et les Meskwakis, arrivent également trop tard pour participer à la bataille de Bad Axe, mais ils pourchassent les membres du British Band qui ont traversé le Mississippi pour se rendre dans l'Iowa. Vers le 9 août, dans ce qui est le dernier combat du conflit, ils attaquent ce qui reste du British Band le long de la rivière Cedar, tuant 68 personnes et faisant 22 prisonniers,. Les Winnebagos recherchent également des survivants du British Band, prenant entre cinquante et soixante scalps,.

## Conséquences
La guerre de Black Hawk résulte en la mort de 77 colons blancs, miliciens et réguliers. Ces chiffres n'incluent pas les morts du choléra subis par la force de soutien du général Winfield Scott. Les estimations du nombre de membres du British Band qui sont morts pendant le conflit varient de 450 à 600 environ, soit à peu près la moitié des 1 100 personnes qui sont entrées dans l'Illinois avec Black Hawk en 1832.
Un certain nombre d'hommes américains aux ambitions politiques ont combattu lors de la guerre de Black Hawk. Au moins sept futurs sénateurs des États-Unis y ont pris part, tout comme quatre futurs gouverneurs de l'Illinois, ainsi que des futurs gouverneurs du Michigan, du Nebraska, et du Territoire du Wisconsin. La guerre de Black Hawk a démontré aux officiels américains le besoin pour les troupes montées de combattre des adversaires montés. Pendant la guerre, l'armée américaine n'avait pas de cavalerie ; les seuls soldats montés étaient des volontaires à temps partiel. Après la guerre, le Congrès créé le Mounted Ranger Battalion sous le commandement de Henry Dodge, qui fut élargi au 1er Régiment de cavalerie en 1833.

### Emprisonnement de Black Hawk et postérité

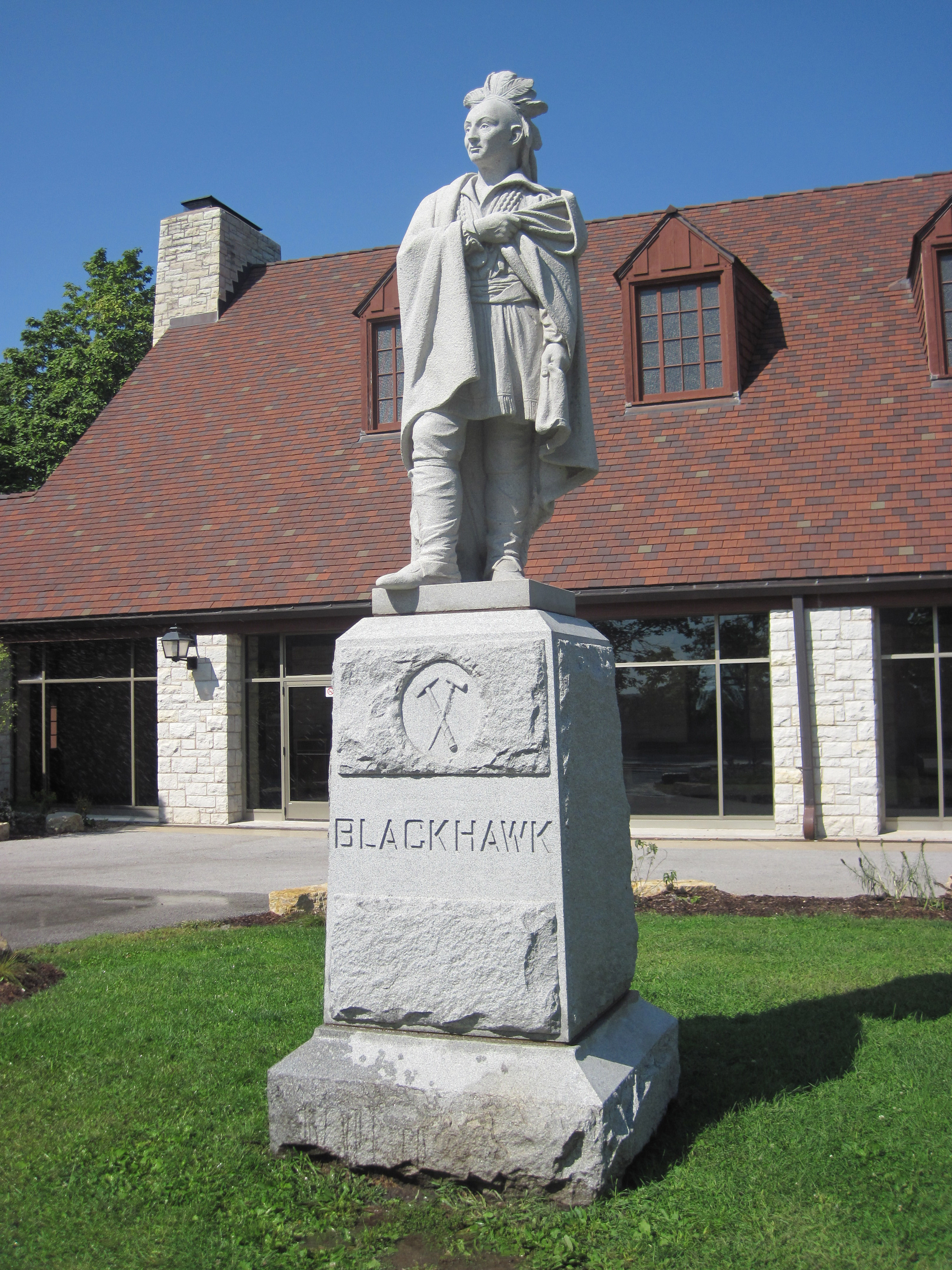
Statue de Black Hawk, Black Hawk State Historic Site.

Après la bataille de Bad Axe, Black Hawk, Wabokieshiek et leurs partisans se dirigent vers le nord-est pour chercher refuge chez les Ojibwés. Les officiels américains offrent une récompense de 100 $ et quarante chevaux pour la capture de Black Hawk. Alors qu'il campe près de l'actuel Tomah dans le Wisconsin, le groupe de Black Hawk est aperçu par un Winnebago qui prévient alors son chef de village. Le conseil du village envoie une délégation au camp de Black Hawk et le convainc de se rendre aux Américains. Le 27 août 1832, Black Hawk et Wabokieshiek se rendent à l'agent indien Joseph Street à Prairie du Chien,. Le colonel Zachary Taylor prend la garde des prisonniers et les envoie par bateau à vapeur à Jefferson Barracks, escortés par les lieutenants Jefferson Davis et Robert Anderson.
À la fin de la guerre, Black Hawk et dix-neuf autres meneurs du British Band sont incarcérés à Jefferson Barracks. La plupart des prisonniers sont libérés dans les mois qui suivent mais en avril 1833, Black Hawk, Wabokieshiek, Neapope et trois autres sont déplacés à Fort Monroe en Virginie, qui est mieux équipé pour détenir des prisonniers. Le public américain est impatient d'apercevoir les Amérindiens capturés. De grandes foules se rassemblent à Louisville et à Cincinnati pour les regarder passer,. Le 26 avril, les prisonniers rencontrent brièvement le président Jackson à Washington, D.C., avant d'être emmenés à Fort Monroe,. Même en prison ils sont traités comme des célébrités : ils posent pour des portraits devant des artistes comme Charles Bird King et John Wesley Jarvis, et un dîner est tenu en leur honneur avant leur départ,.
Les officiels américains décident de libérer les prisonniers au bout de quelques semaines. Avant tout cependant, les Amérindiens sont tenus de visiter plusieurs grandes villes américaines sur la côte Est. C'était une tactique souvent utilisée lorsque des chefs amérindiens venaient dans l'Est, parce qu'on considérait qu'une démonstration de la taille et du pouvoir des États-Unis pouvait dissuader une future résistance à l'expansion des États-Unis,,. À partir du 4 juin 1833, Black Hawk et ses compagnons visitent les villes de Baltimore, Philadelphie et New York. Ils vont à des dîners, assistent à des pièces de théâtre et on leur montre un navire de ligne, divers bâtiments publics et une parade militaire. Des foules immenses se rassemblent pour les voir. La réaction dans l'ouest est cependant moins chaleureuse. Lorsque les prisonniers traversent Détroit sur leur chemin de retour, une foule brûle et pend des effigies des Indiens,.
Selon l'historien Kerry Trask, Black Hawk et ses hommes prisonniers sont traités comme des célébrités parce que les Amérindiens servent d'incarnation vivante du mythe du bon sauvage qui est devenu populaire dans l'Est des États-Unis. Ensuite, et plus tard, fait valoir Trask, les Américains blancs s'absolvent de complicité dans la dépossession des Amérindiens en exprimant de l'admiration ou de la sympathie pour les Amérindiens défaits tels que Black Hawk. La mythification de Black Hawk a continué, affirme Trask, avec les nombreuses plaques et mémoriaux qui furent plus tard érigés en son honneur. Black Hawk dévient également un symbole de résistance admiré chez les Amérindiens, même parmi les descendants de ceux qui s'étaient opposés à lui.